# 德哈马 (加利福尼亚州)
德哈马（英語：Tehama），是美国加利福尼亚州蒂黑马县下属的一座城市。建市于1906年7月5日，面积大约为0.79平方英里（2平方公里）。根据2010年美国人口普查，该市有人口418人。